# LGBTQ+ psychologie
LGBTQ+ psychologie (někdy též psychologie sexualit, popř. psychologie sexualit a genderu) je odvětví psychologie, které se zabývá životy a životními zkušenostmi LGBTQ+ lidí – lesbických žen, gay mužů, bisexuálních, transgenderových, queer a dalších osob. Tento proud nebo podobor psychologie někdy bývá řazen mezi tzv. kritické psychologické přístupy, neboť je jeho klíčovou součástí kritika mainstreamové psychologie, která do značné míry přehlíží v rámci svých studií a nejvlivnějších přístupů skutečnost, že většina psychologického výzkumu se zaměřuje na studium životů a zkušeností heterosexuálních a cisgenderových (netrans) lidí. Mainstreamová psychologie se LGBTQ+ lidmi doposud zabývá přinejmenším okrajově. Příkladem jsou např. chybějící studie matek z řad neheterosexuálních lidí, relativně sporé studie předsudečnosti vůči LGBTQ+ lidem. LGBTQ+ psychologové a psycholožky věří, že aby o psychologii bylo možno hovořit jako o „psychologii lidí”, je nutné se zaměřovat na zkušenosti všech lidí a být otevření ke způsobům, jimiž se životy lidí liší.

## Vztah psychologického zkoumání LGBTQ+ osob a historické patologizace a medikalizace homosexuality
Ještě v období 70. a 80. let 20. století převládal v rámci odborných lékařských, ale i psychologických společností názor, že homosexualita je duševní onemocnění. V 70. letech se tomuto názoru vzepřela tzv. gay afirmativní psychologie, tedy proud psychologického myšlení, který si kladl za cíl ukázat, že homosexuálové patří mezi psychologicky zdravé. Tento proud psychologického, ale i šířeji interdisciplinárního způsobu myšlení vedl k vyškrtnutí homosexuality z Diagnostického a statistického manuálu (DSM) duševních nemocí, který spravuje Americká psychologická asociace, a s časovým odstupem i z Mezinárodní klasifikace nemocí (MKN), kterou spravuje Světová zdravotnická organizace (WHO). 

## Vybrané tematické okruhy
LGBTQ+ psychologie se v současnosti zabývá celou řadu témat, která pokrývají různé aspekty života a zkušeností LGBTQ+ lidí, zejména procesem coming outu, homofobní šikanou, rodičovstvím párů stejného pohlaví (tzv. homoparentalitou), poskytováním psychologické podpory LGBTQ+ lidem, problematikou tzv. menšinového stresu a vlivu heteronormativní stigmatizace na kvalitu života a duševní zdraví LGBTQ+ lidí. Rozvíjí se rovněž zájem o psychologii LGBTQ+ osob v postproduktivním věku a stárnutí.

## Rozvoj odvětví v Česku
V Česku odborníci a odbornice již k rozvoji tohoto oboru také přispěli, ačkoliv není zcela oborově vyhraněn a k tématům LGBTQ+ psychologie se vyjadřují i obory příbuzné. Například psycholožka Olga Pechová publikovala studie zaměřené na oblast diskriminace související se sexuální orientací či viktimizaci ve školách, podobně i psycholožka Irena Smetáčková, která se věnovala například otázce homofobie v žákovských kolektivech. K rozvoji psychologického zkoumání LGBTQ+ lidí přispívají rovněž odborníci z příbuzných oborů, jako například Zdeněk Sloboda, který se věnuje například mediální výchově a publikoval knihu Dospívání, rodičovství a (homo)sexualita. V ČR také probíhá výzkum v oblasti homoparentality, který na Sociologickém ústavu AV řeší sociologický tým vedený Hanou Maříkovou. Také v Národním ústavu duševního zdraví se problematice věnuje Michal Pitoňák, který se zabývá působením tzv. menšinového stresu a duševním zdravím LGBTQ+ lidí, destigmatizací HIV či homofobií.     
Rozvoji LGBTQ+ psychologie se v Česku věnují rovněž i různé organizace, například spolek Prague Pride provozuje peer poradnu Sbarvouven s cílem pomáhat s prevencí psychologického distresu v období coming outu a předcházet např. vyšší sebevražednosti LGBTQ+ osob. LGBTQ+ psychologickou sekci má i spolek Queer Geography, jenž v minulosti například přeložil Doporučený postup pro psychologickou praxi s lesbami, gayi a bisexuálními klient-y/kami, který ve své zprávě Být LGBT+ v Česku doporučil Veřejný ochránce práv.    

## Rozvoj ve světě
Značnou měrou se o rozvoj LGBTQ+ psychologie zastávají velké národní psychologické společnosti, jako například Americká psychologická asociace (APA) nebo Kanadská psychologická asociace, které obsahují zvláštní sekce, ve kterých se přímo rozvoji tohoto pod-oboru psychologie věnují. APA za účelem podpory zájmu o LGBTQ+ psychologii ve světě v roce 2005 dala vzniku mezinárodní síti psychologických organizací, které se LGBTQ+ tématy zabývají. Mezinárodní síť s názvem International Psychology Network for Lesbian, Gay, Bisexual, Transgender and Intersex Issues (zkráceně IPsyNet) je otevřená členství všem národním psychologickým organizacím, které o členství v této organizaci zažádají. V současnosti mezi členské organizace patří například národní organizace z Albánie, Austrálie, Bangladéše, Brazílie, Německa, Maďarska, Kanady, Kolumbie, Libanonu, Portugalska, Ruska, Španělska, USA a mnohých dalších. České psychologické společnosti zastoupení v IPsyNET prozatím nemají. 